# Іван Таслер
Іван Таслер (16 липня 1979, Пряшів, Словаччина) — словацький композитор, гітарист, співак і музичний продюсер, відомий переважно завдяки своїй роботі в гурті IMT Smile. 

## Життєпис
Його батько Мірослав Таслер був музикантом, учасником гуртів Beatmakers, Roams, Nálada та ін. Брат Мірослав Таслер — музикант, з яким Іван заснував музичний гурт IMT Smile. 
"IMT Smile" був вільною групою людей навколо Івана та його брата Міра, чиї ініціали формують назву групи. Початок діяльності Таслера датується 1992 роком, коли ще існував попередній гурт Ruka. Учасники були замінені найвідомішими іменами, такі як Катаріна Кнехтова, Оскар Рожа, Марсель Бунтай та Мартін Валіхор. Гурт "IMT Smile" випустив шість альбомів: «Klik-klak» (1997), "Valec" (1998), "Let's Like It" (2000), "IMT Smile" (2003), "Exotica" (2004) і компіляцію, що містить найвідоміші хіти — "Diamond" (2005). Іван Таслер записав сольний альбом під простим ім'ям Таслер. З нагоди запису альбому "IMT Smile" підготував документальний фільм під назвою "The Glimpse". 
Влітку 2005 басист Томаш Окрес покинув гурт. За ним пішов Віктор Шпак у грудні. Томаш Окрес і Віктор Шпак заснували новий гурт Cirkus. Іван Таслер переїхав з Пряшева до Братислави. У 2006 він випустив саундтрек до документального фільму, який він зробив з Вірою Вістер після того, як мандрував по Австралії під назвою "Ivan Tásler uvádza Karavan šou" . Цей фільм також з'явився на DVD під назвою "Karavan šou DVD" . Після цього вийшли альбоми "Niečo s nami je" (2006), "IMT SMILE LIVE" (2007), "Hlava má 7 otvorov" (2008) + концертний DVD. Іван Таслер є продюсером альбому "Jarove pesničky", де виконані пісні, авторство яких належить Яру Філіпу, заспівані кількома відомими художниками (також IMT Smile). У 2009 вийшов альбом "Best Of IMT Smile — Limited Edition". 
У 1993—1997 роках Іван Таслер навчався в Прешовській гімназії ім. Яна Адама Раймана. 